# つくば市立田水山小学校
つくば市立田水山小学校（つくばしりつ たみやましょうがっこう）は、茨城県つくば市水守にあった公立小学校。つくば市立筑波西中学校及び他の2小学校（つくば市立作岡小学校・つくば市立菅間小学校）とともに、つくば百合ケ丘学園を構成していた。
つくば紫峰学園とつくば百合ヶ丘学園を構成する7小学校・2中学校を統合した秀峰筑波義務教育学校がつくば市役所筑波庁舎の跡地に設置され、2018年（平成30年）3月31日に閉校した。

## 概要
つくば市の北西部に位置していた。

## 沿革
- 1877年（明治10年）3月16日 - 田水山村大字田中竹ノ下513番地に小学校を創立。田中小学校と称する（本校創立年度）[1]。
- 1885年（明治18年）3月5日 - 水守小学校と合併する[1]。
- 1886年（明治19年）11月25日 - 西田中小学校と改称する[1]。
- 1889年（明治22年）3月31日 - 田水山尋常小学校と改称[1]。
- 1910年（明治43年）5月27日 - 田水山尋常高等小学校と改称[1]。
- 1917年（大正6年）12月1日 - 田水山村立農業補習学校設立[1]。
- 1926年（大正15年）6月1日 - 田水山農業公民学校と改称（大正11年9月1日学則改正により）[1]。
- 1941年（昭和16年）4月1日 - 田水山尋常高等小学校を改め田水山国民学校となる[1]。
- 1947年（昭和22年）4月1日 - 田水山国民学校は田水山村立田水山小学校となる[1]。
- 1955年（昭和30年）2月1日 - 旧田水山村は筑波町に合併する。田水山村立田水山小学校は筑波町立田水山小学校となる[1]。
- 1973年（昭和48年）3月 - 田水山小学校移転、筑波町大字水守620番地。新築鉄筋二階建校舎完成[1]。
- 1988年（昭和63年）1月31日 - 町村合併によりつくば市立田水山小学校となる[1]。
- 2012年（平成24年）4月1日 - つくば市内の全小中学校で小中一貫教育の実施。校名がつくば百合ヶ丘学園つくば市立田水山小学校となる。
- 2018年（平成30年）3月31日 - 閉校。

## 学区
田中・水守・山木・和台・上沢・田水山。

## 進学先中学校
- つくば市立筑波西中学校